# Moda western
A Moda western é um conjunto de roupas e acessórios que derivam do estilo único existente no Velho Oeste no século XIX.
O estilo vem de reproduções históricas fiéis das roupas de pioneiros, caçadores, cowboys e vaqueiros popularizados por cantores cowboys como Gene Autry e Roy Rogers nas décadas de 1940 e 1950.
A moda western pode ser muito casual, com uma camiseta azul e jeans, ou uma infinidade de enfeites. No mínimo, geralmente incorpora um chapéu de cowboy, cinto de couro e botas de cowboy.

## Galeria

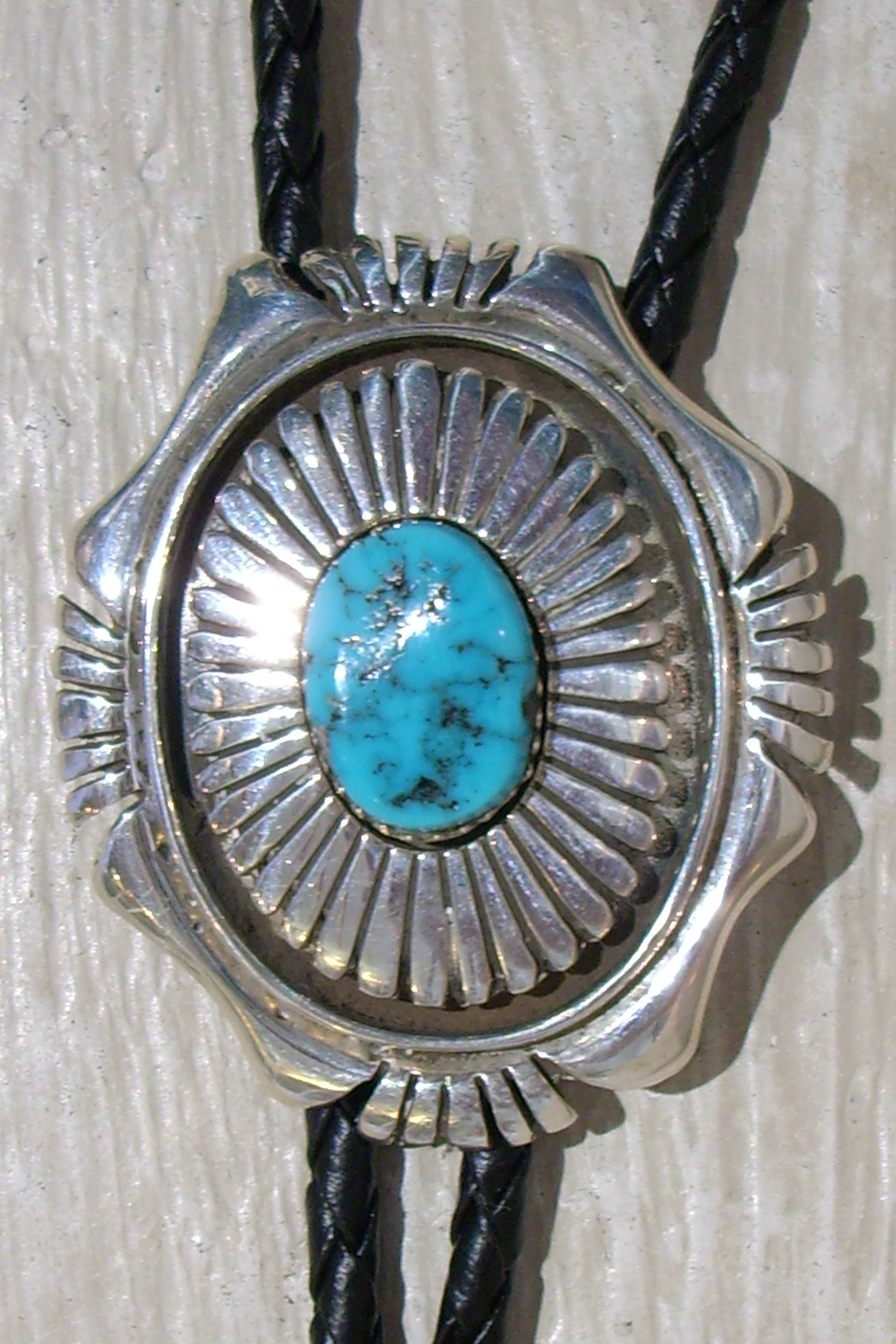
Bolo tie navajo de turquesa e prata
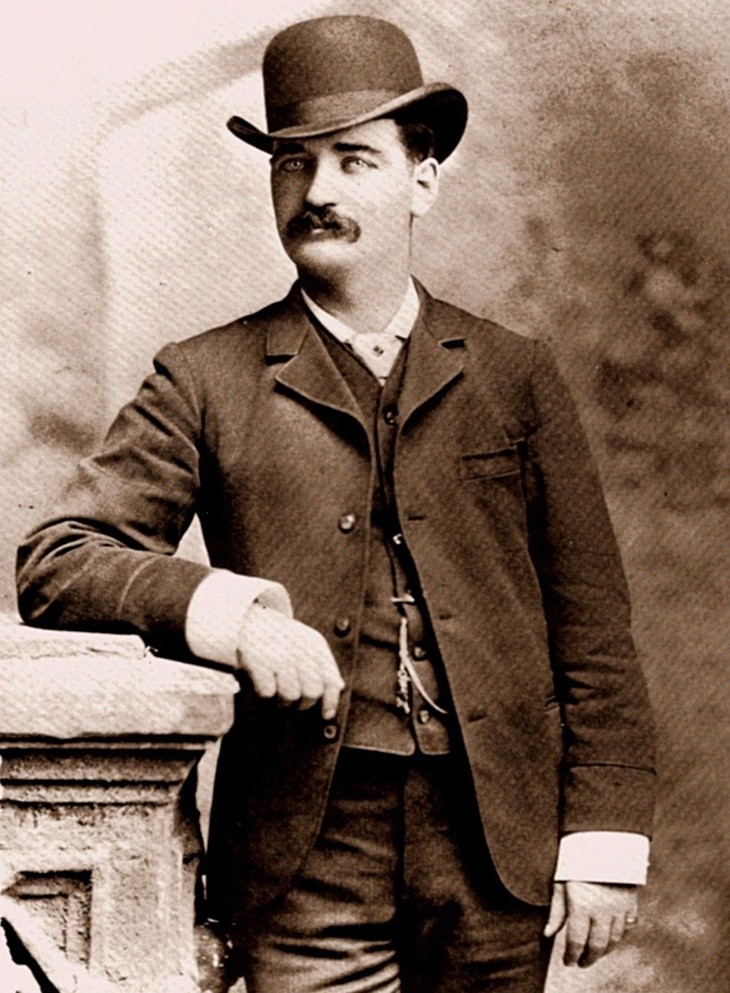
Xerife Bat Masterson usando chapéu-coco
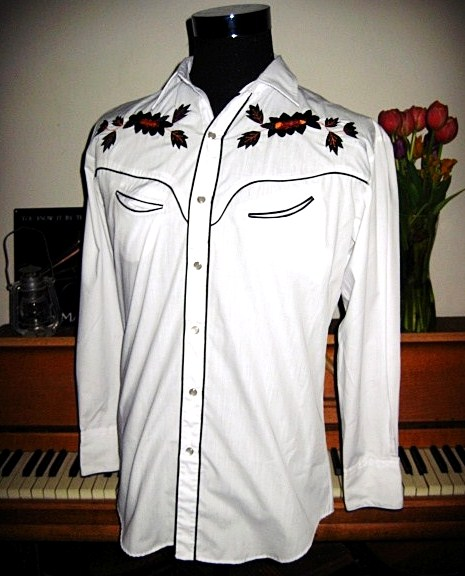
Camisa western dos anos 1950 com botões mais rápidos popularizada pelos cowboys cantores
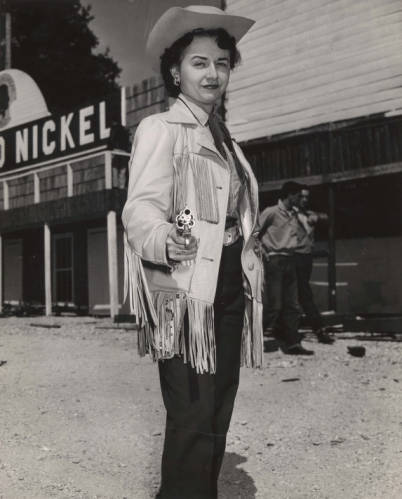
Camisa fringe